# Lithierry
Lithierry da Silva Neves, meglio noto come Lithierry (Leme (Brasile), 14 maggio 2001), è un calciatore brasiliano naturalizzato emiratino, attaccante dell'Ajman e della Nazionale di calcio degli Emirati Arabi Uniti.

## Statistiche

### Presenze e reti nei club
Statistiche aggiornate al 21 Giugno 2025
| Stagione        | Squadra         | Campionato      | Campionato | Campionato | Coppe nazionali | Coppe nazionali | Coppe nazionali | Coppe continentali | Coppe continentali | Coppe continentali | Altre coppe | Altre coppe | Altre coppe | Totale | Totale |
| Stagione        | Squadra         | Comp            | Pres       | Reti       | Comp            | Pres            | Reti            | Comp               | Pres               | Reti               | Comp        | Pres        | Reti        | Pres   | Reti   |
| --------------- | --------------- | --------------- | ---------- | ---------- | --------------- | --------------- | --------------- | ------------------ | ------------------ | ------------------ | ----------- | ----------- | ----------- | ------ | ------ |
| 2019-2020       | Emirates        | UAED1           | 13         | 5          | CEAU            | 1               | 0               | -                  | -                  | -                  | -           | -           | -           | 14     | 5      |
| 2020-2021       | Emirates        | UAED1           | 19         | 7          | CEAU            | 6               | 1               | -                  | -                  | -                  | -           | -           | -           | 25     | 8      |
| 2021-2022       | Emirates        | PL              | 22         | 3          | CEAU+CdL        | 1+3             | 0+0             | -                  | -                  | -                  | -           | -           | -           | 26     | 3      |
| 2022-2023       | Emirates        | UAED1           | 29         | 19         | CEAU            | 2               | 0               | -                  | -                  | -                  | -           | -           | -           | 31     | 19     |
| 2023-2024       | Emirates        | PL              | 20         | 4          | CEAU+CdL        | 1+1             | 0+0             | -                  | -                  | -                  | -           | -           | -           | 22     | 4      |
| Totale Emirates | Totale Emirates | Totale Emirates | 103        | 38         |                 | 15              | 1               |                    | 0                  | 0                  |             | 0           | 0           | 118    | 39     |
| 2024-2025       | Ajman           | PL              | 22         | 3          | CEAU+CdL        | 2+0             | 1+0             | -                  | -                  | -                  | -           | -           | -           | 24     | 3      |
| Totale carriera | Totale carriera | Totale carriera | 125        | 41         |                 | 17              | 2               |                    | 0                  | 0                  |             | 0           | 0           | 142    | 43     |

### Cronologia presenze e reti in nazionale
| Cronologia completa delle presenze e delle reti in nazionale ― Emirati Arabi Uniti | Cronologia completa delle presenze e delle reti in nazionale ― Emirati Arabi Uniti | Cronologia completa delle presenze e delle reti in nazionale ― Emirati Arabi Uniti | Cronologia completa delle presenze e delle reti in nazionale ― Emirati Arabi Uniti | Cronologia completa delle presenze e delle reti in nazionale ― Emirati Arabi Uniti | Cronologia completa delle presenze e delle reti in nazionale ― Emirati Arabi Uniti | Cronologia completa delle presenze e delle reti in nazionale ― Emirati Arabi Uniti | Cronologia completa delle presenze e delle reti in nazionale ― Emirati Arabi Uniti |
| Data                                                                               | Città                                                                              | In casa                                                                            | Risultato                                                                          | Ospiti                                                                             | Competizione                                                                       | Reti                                                                               | Note                                                                               |
| ---------------------------------------------------------------------------------- | ---------------------------------------------------------------------------------- | ---------------------------------------------------------------------------------- | ---------------------------------------------------------------------------------- | ---------------------------------------------------------------------------------- | ---------------------------------------------------------------------------------- | ---------------------------------------------------------------------------------- | ---------------------------------------------------------------------------------- |
| 10-06-2025                                                                         | Bişkek                                                                             | Kirghizistan                                                                       | 1 – 1                                                                              | Emirati Arabi Uniti                                                                | Qual. Mondiali 2026                                                                | -                                                                                  | 78’                                                                                |
| Totale                                                                             |                                                                                    | Presenze                                                                           | 1                                                                                  |                                                                                    | Reti                                                                               | 0                                                                                  |                                                                                    |